# Unfaithful (película)
Unfaithful (titulada Infidelidad en Hispanoamérica e Infiel en España) es una película de 2002 dirigida por Adrian Lyne. Fue adaptada por Alvin Sargent y William Broyles Jr de la película en francés La Femme Infidèle, de Claude Chabrol

## Argumento
La película se centra en Constance (Diane Lane) y Edward Sumner (Richard Gere), una pareja que vive en los suburbios de Nueva York, cuyo matrimonio se torna peligroso cuando ella cae en adulterio.
Connie toma un tren a la Grand Central Station, en Manhattan, pero ella tiene dificultad para caminar por el lugar, debido a un fuerte vendaval. Mientras ella busca un taxi, se tropieza con un extraño (Olivier Martínez). Ambos caen y Connie raspa sus rodillas.
El extraño ofrece llevar a Connie a su apartamento para curar la raspadura. En ese instante, pasa un taxi vacío, pero ella decide aceptar la propuesta, en lugar de volverse a la estación de trenes.
Él se presenta a sí mismo como Paul Martel, un francés que compra y vende libros usados. Connie se siente incómoda y le dice a Paul que quiere volver a casa. Él le permite irse, pero antes le entrega un libro de poesía (Ruba`iyyat de Omar Jayyam) como regalo. Más tarde esa noche, Connie le cuenta a su esposo el incidente pero no le explica su visita al apartamento de Paul.
La mañana siguiente, después de que Edward y Charlie (el hijo de ambos) se marcharan, Connie toma el libro que Paul le regaló. Una tarjeta de presentación de Paul cae de él. Entonces ella toma nuevamente un tren a Manhattan y llama a Paul desde Grand Central Station. Él la invita a un café en su apartamento.
Cuando Connie entra al apartamento, hay música suave reproduciéndose y Paul la invita a bailar. Al principio ella duda, pero decide que es incorrecto y entonces empieza a abandonar el edificio. Pero cuando ella regresa al apartamento porque olvidó su abrigo, Paul la toma y la besa.
Connie y Paul comienzan a mantener un amorío. Edward comienza a sospechar cuando Connie incrementa la frecuencia con que ella visita Manhattan y cuando ella parece no interesarse más en él. Después de que uno de los compañeros de trabajo de Edward observara a Connie y Paul besándose en un café, Edward contrata a un detective (interpretado por Dominic Chianese) para seguir a Connie.
El detective vuelve con fotos de Connie y Paul, lo cual desvasta a Edward. Él decide visitar a Paul, pero cuando llega al edificio de apartamentos, es incapaz de llegar a la puerta, por lo que camina de vuelta a su auto. Justo cuando él vuelve su espalda es cuando Connie sale del edificio. Edward decide volver y se introduce cuando un anciano abre la puerta para salir del edificio.
Edward confronta a Paul y se va volviendo más furioso con él. Edward encuentra un pisapapeles navideño en el apartamento, Paul explica que Connie se lo dio como regalo. Edward se muestra afectado, ya que él originalmente se lo había regalado a Connie. Mientras permanece sentado en la cama de Paul, Edward comienza a sentirse enfermo y en un repentino momento de rabia usa el pisapapeles para golpear a Paul varias veces en la cabeza. La sangre empieza a brotar de la cabeza de Paul y colapsa en el piso.
Entonces Edward comienza a sentir pánico, pero se controla para limpiar la sangre y sus huellas digitales de todo lo que tocó. Él envuelve el cuerpo con una alfombra. Justo cuando está a punto de irse, el teléfono suena. Es Connie, quien deja un mensaje en el contestador diciendo que necesita terminar el amorío. Edward borra el mensaje y se marcha. Él coloca el cuerpo de Paul en el maletero de su coche, y más tarde en esa noche, lleva el cuerpo al vertedero y lo deja junto con toda la basura.
Después, dos detectives de policía aparecen en la casa de los Sumner. Ellos dicen que la esposa de Paul lo ha reportado desaparecido y encontraron el número telefónico de Connie en su apartamento. Ella dice que solo se encontraron una vez.
Una semana después los detectives vuelven y les comunican que encontraron el cadáver de Paul en el vertedero de basura. Connie se vuelve afectada pero mantiene que ellos solo se encontraron una vez. Edward también le dice a la policía que él nunca conoció a Paul. Más tarde esa noche, cuando Connie retira la ropa de Edward en la tintorería, encuentra fotos de Paul y ella, y se da cuenta de que Edward tiene que saber acerca del amorío. Ella luego se entera de que Edward asesinó a Paul cuando ve que el pisapapeles que ella le dio a Paul está de nuevo en su casa.
Edward y Connie se enfrentan por lo que cada uno ha hecho. Connie quema las fotografías y Edward decide entregarse. Connie le dice que no debería hacerlo y que van a pasar por esto juntos. Connie entonces toma el pisapapeles y la base se suelta: dentro hay una nota de Edward diciendo que ella es la mejor parte de cada día (lo que explica por qué Edward se volvió tan iracundo cuando lo vio en el apartamento de Paul).
Después, Edward y Connie están en el coche estacionado en una intersección, hablando acerca de lo siguiente que deberían hacer. Como esta conversación dura bastante tiempo, las luces del semáforo cambian varias veces del rojo al verde y viceversa, iluminando sus caras. Finalmente, la cámara se hace hacia atrás revelando que el coche está estacionado junto a una estación de policía.

## Reparto
- Richard Gere - Edward 'Ed' Sumner
- Diane Lane - Constance 'Connie'/ 'Con' Sumner
- Erik per Sullivan - Charlie Sumner
- Olivier Martínez - Paul Martel
- Michelle Monaghan - Lindsay
- Chad Lowe - Bill Stone
- Myra Lucretia Taylor - Gloria
- Joseph Badalucco Jr. - Conductor de tren
- Erich Anderson - Bob Gaylord
- Damon Gupton - Hombre de negocios
- Kate Burton - Tracy
- Margaret Colin - Sally
- Marc Forget - Mesero del café
- Larry Gleason - Tim
- Dominic Chianese - Frank Wilson
- Salem Ludwig - Hombre con maletín

## Premios
La película fue nominada a más de 10 premios, incluyendo el Oscar a la mejor actriz (Lane) del 2002 y el Globo de Oro a la mejor actriz en una película de Drama (Lane) y la mejor edición de sonido.